# Vernou-sur-Brenne
Vernou-sur-Brenne ist eine französische Gemeinde mit 2.871 Einwohnern (Stand: 1. Januar 2022) im Département Indre-et-Loire in der Region Centre-Val de Loire; sie gehört zum Arrondissement Tours und zum Kanton Vouvray. Die Einwohner werden Vernadien(ne)s genannt.

## Geographie
Vernou-sur-Brenne liegt etwa zwölf Kilometer östlich von Tours in der Landschaft Touraine am Fluss Brenne, der hier in die Cisse mündet. Die Loire begrenzt die Gemeinde im Süden. Umgeben wird Vernou-sur-Brenne von den Nachbargemeinden Reugny im Norden und Nordosten, Chançay im Osten, Noizay im Südosten, Montlouis-sur-Loire im Süden, Vouvray im Westen und Monnaie im Nordwesten.

## Geschichte
Als Vernadum besteht der Ort nachweislich schon seit 494. Eine Kirchgründung ist für das fünfte Jahrhundert bezeugt. 

### Bevölkerungsentwicklung
| Jahr      | 1962 | 1968 | 1975 | 1982 | 1990 | 1999 | 2006 | 2017 |
| Einwohner | 1822 | 2000 | 1992 | 2050 | 2197 | 2452 | 2711 | 2707 |

## Sehenswürdigkeiten
- Kirche Sainte-Trinité (Heilige Dreifaltigkeit)

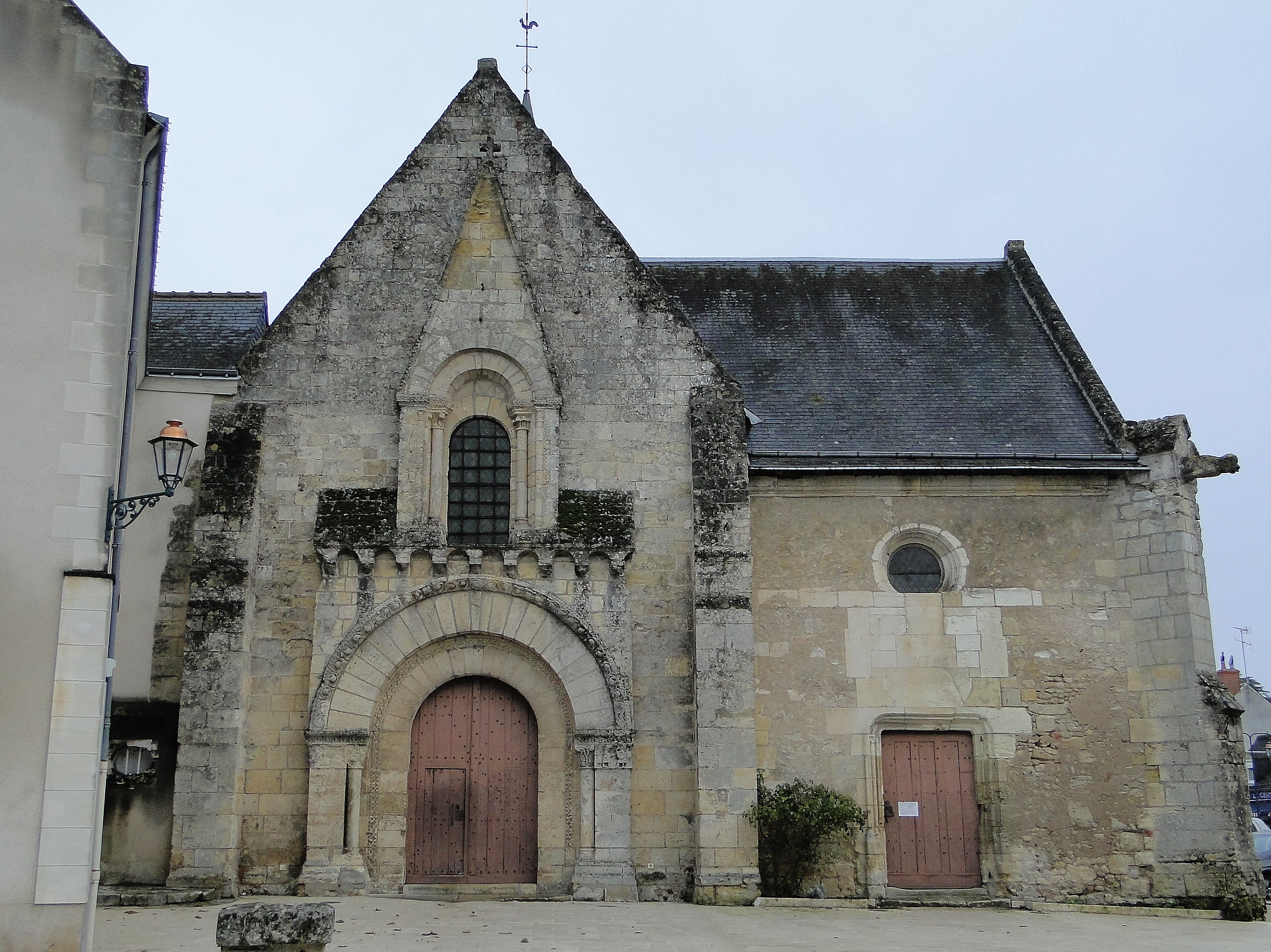
Kirche Sainte-Trinité

- Schloss Jallanges in der Umgebung

## Gemeindepartnerschaften
Partnergemeinde von Vernon ist Sommerhausen am Main bei Würzburg in Bayern.

## Persönlichkeiten
- Étienne-Jean Georget (1795–1828), Nervenarzt
- Guy Ignolin (1936–2011), Radrennfahrer
- Philippe Bodier (* 1949), Radrennfahrer